# Kandidatenturnier

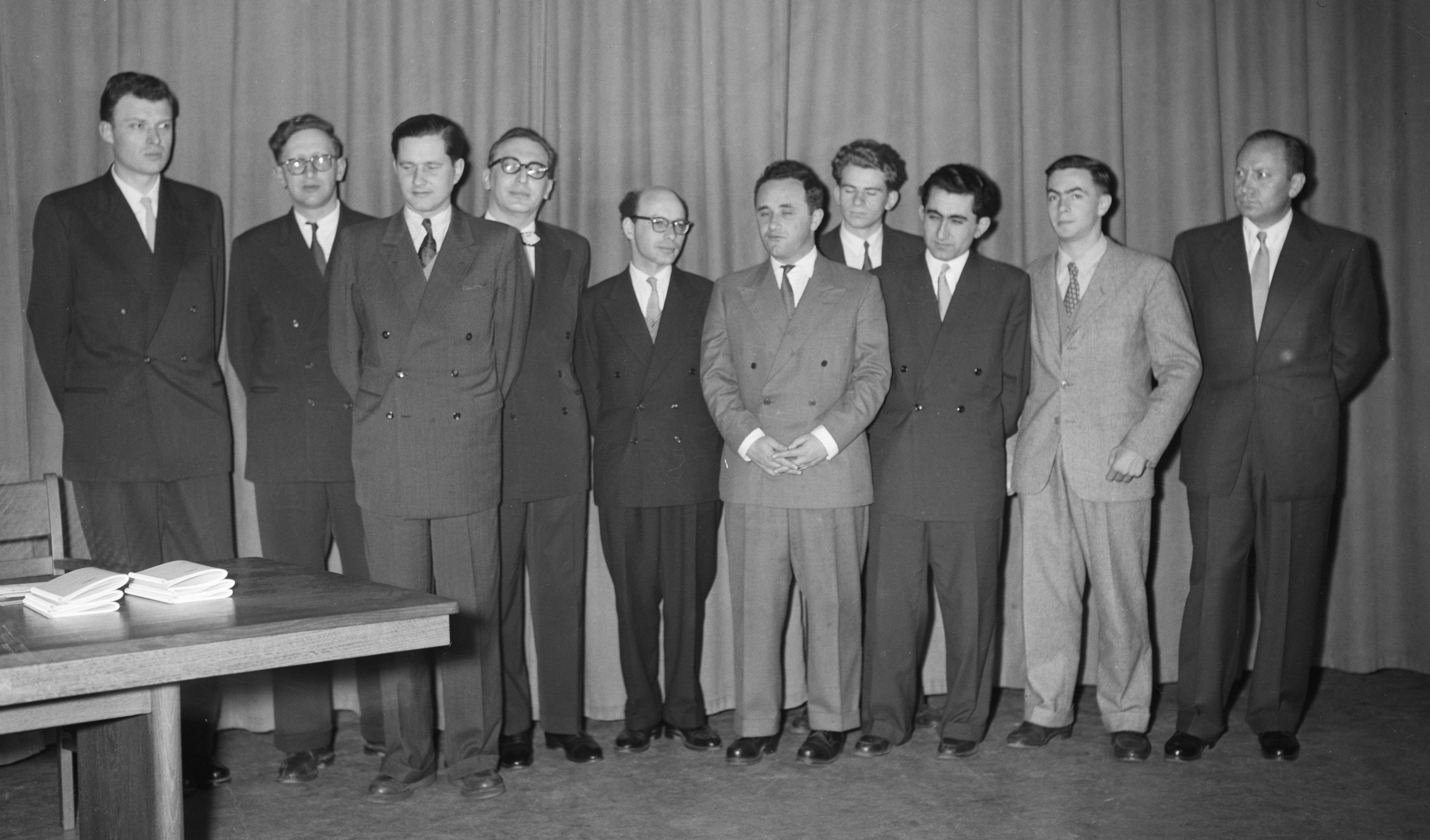
Qualifikationsturnier zur Schachweltmeisterschaft in Amsterdam (v.l.n.r): Miroslav Filip, Vasily Smyslov, Paul Keres, Herman Pilnik, David Bronstein, Efim Geller, Boris Spassky, Tigran Petrosian, Oscar Panno, László Szabo, 26. März 1956

Das Kandidatenturnier ist im Schach Teil der Weltmeisterschaft. Der Sieger des Turniers erhält das Recht, den amtierenden Schachweltmeister zum Zweikampf um den Titel herauszufordern. Kandidatenturniere gibt es seit der Weltmeisterschaft 1951. Der Modus, nach dem sich Spieler als „Weltmeister-Kandidaten“ für diese Turnier qualifizieren, wurde im Laufe der Jahre mehrfach geändert. Vereinzelt wurde der Begriff „Kandidatenturnier“ auch für andere Qualifikationsturniere im Schach verwendet, siehe Deutsches Kandidatenturnier.

## Geschichte
In der Schachgeschichte gab es bis zum Zweiten Weltkrieg mehrere Turniere, denen faktisch die Bedeutung eines Kandidatenturniers zukam. Zu den Vorläufern werden insbesondere das inoffizielle New Yorker Kandidatenturnier von 1927 und das AVRO-Turnier, welches 1938 in den Niederlanden stattfand, gezählt.
Die regulären Kandidatenturniere, für die sich die Teilnehmer über ein Zonen- und Interzonenturnier qualifizieren mussten, führte der Weltschachbund (FIDE) im Jahr 1950 ein. Dem lag der Beschluss zugrunde, den Herausforderer des (von der FIDE gekürten) Weltmeisters in einem Dreijahreszyklus zu ermitteln. Bis 1962 war das Kandidatenturnier ein Rundenturnier, das eine bestimmte Anzahl an Teilnehmern vorsah, die jeweils mehrere Partien gegeneinander spielen mussten.
Der US-amerikanische Großmeister Bobby Fischer rügte nach seiner Teilnahme im Jahr 1962 eine Reihe von vermuteten Manipulationen der sowjetischen Teilnehmer, die angeblich gegeneinander Partieresultate abgesprochen hatten. Danach ließ die FIDE seit 1965 das Kandidatenturnier in Wettkampfform ausspielen. Diese Tradition der Kandidatenwettkämpfe wurde 1995 unterbrochen. Vor dem Hintergrund der Titelspaltung veranstaltete die Firma Braingames im Jahr 2002 wieder ein Kandidatenturnier zur Ermittlung des Herausforderers des „klassischen Weltmeisters“ Wladimir Kramnik, das im Rahmen der Dortmunder Schachtage stattfand und von Péter Lékó gewonnen wurde. Die FIDE schaffte später ihre umstrittenen K.-o.-Weltmeisterschaften wieder ab und kehrte zur klassischen Form der Kandidatenturniere als Rundenturniere zurück.

## Kandidatenturniere 1950 bis 1962
| Zyklus  | Turnier                    | Sieger           |
| ------- | -------------------------- | ---------------- |
| WM 1951 | Budapest 1950              | David Bronstein  |
| WM 1954 | Zürich 1953                | Wassili Smyslow  |
| WM 1957 | Amsterdam 1956             | Wassili Smyslow  |
| WM 1960 | Bled, Zagreb, Belgrad 1959 | Michail Tal      |
| WM 1963 | Curaçao 1962               | Tigran Petrosjan |

## Kandidatenwettkämpfe 1965 bis 1993
Nach der Reform von 1962 trugen die Kandidaten Wettkämpfe im K.-o.-System aus. Bis zum Zyklus 1984 waren es acht Kandidaten, danach wurde die Zahl auf 16 erhöht. Freiplätze bekamen der Verlierer des vorherigen WM-Kampfes und der unterlegene Finalist des vorangegangenen Kandidatenwettkampfs; vom Zyklus 1987 an auch die Halbfinalisten. Im Zyklus 1987 und 1990 kam ein vom Veranstalter nominierter Teilnehmer hinzu. Die übrigen Teilnehmer qualifizierten sich in Interzonenturnieren. Ein Sonderfall war der Zyklus 1987: Hier trugen die 16 Teilnehmer zunächst ein Rundenturnier aus, danach traten die vier bestplatzierten im K.-o.-System gegeneinander an. Der Gewinner (Andreï Sokolov) trat in einem „Superfinale“ gegen Anatoli Karpow an, der bei der außerhalb des Dreijahresrhythmus angesetzten WM 1986 unterlegen war.
| Zyklus | Sieger     | Finalgegner | Halbfinalisten         | weitere Teilnehmer |
| --- | ---------- | ----------- | ---------------------- | --- |
| WM 1966 | Spasski    | Tal         | Geller, Larsen         | Ivkov, Keres, Portisch, Smyslow                                                                                                  |
| WM 1969 | Spasski    | Kortschnoi  | Larsen, Tal            | Geller, Gligorić, Portisch, Reshevsky                                                                                            |
| WM 1972 | Fischer    | Petrosjan   | Larsen, Kortschnoi     | Geller, Hübner, Taimanow, Uhlmann                                                                                                |
| WM 1975 | Karpow     | Kortschnoi  | Petrosjan, Spasski     | Byrne, Mecking, Polugajewski, Portisch                                                                                           |
| WM 1978 | Kortschnoi | Spasski     | Polugajewski, Portisch | Hort, Larsen, Mecking, Petrosjan                                                                                                 |
| WM 1981 | Kortschnoi | Hübner      | Polugajewski, Portisch | Adorján, Petrosjan, Spasski, Tal                                                                                                 |
| WM 1984 | Kasparow   | Smyslow     | Kortschnoi, Ribli      | Beliavsky, Hübner, Portisch, Torre                                                                                               |
| WM 1987 | Karpow*    | Sokolov     | Jussupow               | Timman, Vaganian; weitere zwölf Teilnehmer im Kandidatenturnier 1985                                                             |
| WM 1990 | Karpow**   | Timman      | Jussupow, Speelman     | Viertelfinale: Hjartarson, Portisch, Short, Spraggett Achtelfinale: Ehlvest, Kortschnoi, Salow, Sax, Seirawan, Sokolov, Vaganian |
| WM 1993 | Short      | Timman      | Jussupow, Karpow**     | Viertelfinale: Anand, Gelfand, Iwantschuk, Kortschnoi Achtelfinale: Dolmatow, Drejew, Hübner, Judassin, Nikolić, Sax, Speelman   |
| *Karpow wurde direkt ins Finale („Superfinale“) gesetzt. **Karpow wurde direkt in die zweite Runde (Viertelfinale) gesetzt. |            |             |                        | |

## Kandidatenwettkämpfe während der Zweiteilung des Weltmeistertitels 1994 bis 2005
Die als Konkurrenzorganisation zur FIDE neu gegründete Professional Chess Association (PCA), angeführt von Garri Kasparow, dem die FIDE den Weltmeistertitel am grünen Tisch entzog, nahm die Tradition der Kandidatenwettkämpfe wieder auf und veranstaltete zur Ermittlung von Kasparows nächstem Herausforderer in der Schachweltmeisterschaft 1995 ein Wettkampfturnier nach altem Muster. Bei der Schachweltmeisterschaft 2000 gab es keine reguläre Qualifikation; Weltmeister Kasparow wählte seinen Gegner Wladimir Kramnik selber aus. Zur Schachweltmeisterschaft 2004 ermittelte der Sponsor Einstein Group den Herausforderer in einem Kandidatenturnier.
Die FIDE hatte nach Kasparows Disqualifikation eine separate Schachweltmeisterschaft 1993 veranstaltet, bei der die Unterlegenen des Kandidatenturniers Karpow und Timman gegeneinander antraten. Karpow gewann diesen Zweikampf und wurde zum FIDE-Weltmeister erklärt. Zur FIDE-WM 1996 wurde das Reglement geändert: Der amtierende Titelträger Karpow musste selbst am Kandidatenturnier teilnehmen. Allerdings wurde er direkt ins Halbfinale gesetzt. Das, was früher das Kandidatenfinale war, galt nun als Weltmeisterschaftskampf. Bei den folgenden FIDE-Schachweltmeisterschaften gab es überhaupt keine Kandidatenturniere mehr. Es wurden Turniere im K.-o.-System durchgeführt.
| Zyklus                                                                                                   | Sieger  | Finalgegner | Halbfinalisten   | weitere Teilnehmer                                                                                                 |
| --- | ------- | ----------- | ---------------- | --- |
| WM 1995 (klassisch)                                                                                      | Anand   | Kamsky      | Adams, Short     | Gulko, Kramnik, Romanyschyn, Tiviakov                                                                              |
| WM 1996 (FIDE)                                                                                           | Karpow* | Kamsky      | Gelfand, Salow   | Viertelfinale: Anand, Kramnik, Timman Achtelfinale: Adams, Chalifman, Judassin, Jussupow, Lautier, van der Sterren |
| WM 2004 (klassisch)                                                                                      | Lékó    | Topalow     | Barejew, Schirow | Adams, Gelfand, Lutz, Morosewitsch                                                                                 |
| *Karpow wurde direkt ins Halbfinale gesetzt. Das Finale des Turniers war zugleich die Weltmeisterschaft. |         |             |                  | |

## Kandidatenwettkämpfe 2007 bis 2011
Mit der Schachweltmeisterschaft 2006, einem Zweikampf zwischen dem „klassischen“ Weltmeister Kramnik und FIDE-Weltmeister Topalow, wurde die Zweiteilung des Weltmeistertitels beendet. Seither ging die FIDE schrittweise dazu über, wieder die anerkannten Kandidatenkämpfe auszurichten.
Für die Schachweltmeisterschaft 2007, die ein Rundenturnier war, qualifizierten sich vier der acht Teilnehmer über Kandidatenwettkämpfe. Diese vier Teilnehmer wurden im K.-o.-System aus den zehn Bestplatzierten im Schach-Weltpokal 2005 und sechs weiteren Spielern ermittelt.
In der Schachweltmeisterschaft 2010 wurde der Herausforderer in einem so genannten Herausforderermatch (Challenger Match) ermittelt, das einem Kandidatenfinale entsprach. Qualifiziert waren Wesselin Topalow, der dafür entschädigt wurde, dass er nicht wie ursprünglich vorgesehen an der Weltmeisterschaft 2007 teilnehmen konnte, und Gata Kamsky, der Gewinner des Schach-Weltpokals 2007. Topalow setzte sich durch.
Mit der Schachweltmeisterschaft 2012 kehrte die FIDE wieder zur früheren Tradition der Kandidatenwettkämpfe im K.-o.-Modus zurück. In den ersten beiden Runden wurden vier Partien, im Finale sechs Partien ausgetragen. Kritisiert wurde die sehr hohe Remisquote des Kandidatenturniers: Von 30 Partien mit normaler Bedenkzeit endeten 27 mit Remis, teilweise schon nach wenigen Zügen. Die meisten Wettkämpfe wurden daher erst im Tie-Break mit verkürzter Bedenkzeit entschieden. Silvio Danailow, Manager des in der ersten Runde ausgeschiedenen Wesselin Topalow, forderte daraufhin, dass künftig auch im Kandidatenturnier die Sofia-Regel gelten solle. Ihm wurde entgegengehalten, dass das Ziel der Spieler darin bestand, sich für die Weltmeisterschaft zu qualifizieren, und in einem Wettkampf über nur wenige Partien jeder Fehler das Aus bedeuten konnte. Jeder Spieler müsse das Recht haben, die Wettkampfstrategie zu wählen, von der er sich am meisten Erfolg verspreche.
| Zyklus  | Sieger  | Finalgegner  | Halbfinalisten  | weitere Teilnehmer                     |
| ------- | ------- | ------------ | --------------- | -------------------------------------- |
| WM 2010 | Topalow | Kamsky       | —               | —                                      |
| WM 2012 | Gelfand | Grischtschuk | Kamsky, Kramnik | Aronjan, Məmmədyarov, Rəcəbov, Topalow |

## Kandidatenturniere seit 2013
Seit 2013 werden die Kandidatenturniere wieder als Rundenturniere ausgetragen.
| Zyklus  | Turnier                 | Sieger               |
| ------- | ----------------------- | -------------------- |
| WM 2013 | London 2013             | Magnus Carlsen       |
| WM 2014 | Chanty-Mansijsk 2014    | Viswanathan Anand    |
| WM 2016 | Moskau 2016             | Sergei Karjakin      |
| WM 2018 | Berlin 2018             | Fabiano Caruana      |
| WM 2021 | Jekaterinburg 2020/2021 | Jan Nepomnjaschtschi |
| WM 2023 | Madrid 2022             | Jan Nepomnjaschtschi |
| WM 2024 | Toronto 2024            | D. Gukesh            |

## Kandidatenturniere der Frauen
Im Vorfeld der Schachweltmeisterschaften der Frauen finden seit 1952 ebenfalls meist Kandidatenturniere zur Ermittlung der Herausforderin statt. Im April 2024 fand dieses erstmals zeit- und ortsgleich zum offenen Kandidatenturnier in Toronto statt.
Bis zur Weltmeisterschaft 1969 wurde die Herausforderin durch ein einründiges Rundenturnier ermittelt. Die Teilnehmerzahl schwankte dabei zwischen 15 und 20 Teilnehmerinnen.
| Zyklus  | Turnier             | Siegerin             |
| ------- | ------------------- | -------------------- |
| WM 1953 | Moskau 1952         | Jelisaweta Bykowa    |
| WM 1956 | Moskau 1955         | Olga Rubzowa         |
| WM 1959 | Plowdiw 1959        | Kira Sworykina       |
| WM 1962 | Vrnjačka Banja 1962 | Nona Gaprindaschwili |
| WM 1965 | Sochumi 1964        | Alla Kuschnir        |
| WM 1969 | Subotica 1967       | Alla Kuschnir        |

Zur Weltmeisterschaft 1972 wurde das Format grundlegend verändert. Statt eines einzelnen Rundenturniers wurde ein K.O.-Modus mit mehreren Matches angesetzt, wobei diese an verschiedenen Orten zu unterschiedlichen Zeiten ausgetragen wurden.
| Zyklus  | Orte | Siegerin             |
| ------- | --- | -------------------- |
| WM 1972 | Kislowodsk (Finale) Minks, Bladel (Halbfinale)                                                                    | Alla Kuschnir        |
| WM 1975 | Moskau (Finale) Kislowodsk, Riga (Halbfinale)                                                                     | Nana Alexandria      |
| WM 1978 | Bad Kissingen (Finale) Tallinn, West-Berlin (Halbfinale) Sofia, Dortmund, Sotschi, Tiflis (Viertelfinale)         | Maia Tschiburdanidse |
| WM 1981 | Tiflis (Finale) Vilnius, Tiflis (Halbfinale) Odessa, Kislowodsk, Tiflis, Donji Milanovac (Viertelfinale)          | Nana Alexandria      |
| WM 1984 | Sotschi (Finale) Sotschi, Dubna (Halbfinale) Alicante, Velden am Wörther See, Lwiw, Bad Kissingen (Viertelfinale) | Irina Levitina       |

In der Vorbereitung auf die Weltmeisterschaft 1986 kehrte man wieder zu Rundenturnieren zurück. Mit der Änderung des Formats der Weltmeisterschaft 2000 selbst zu einem K.O.-Turnier erübrigten sich Kandidatenturniere zunächst, bis das Format 2019 wieder zum Zweikampf mit vorherigem Kandidatenturnier wechselte. 2022/23 kam abweichend ein K.O.-Modus im Kandidatenturnier zum Einsatz.
| Zyklus  | Turnier                       | Siegerin                |
| ------- | ----------------------------- | ----------------------- |
| WM 1986 | Malmö 1986                    | Jelena Achmilowskaja    |
| WM 1988 | Zqaltubo 1988                 | Nana Iosseliani         |
| WM 1991 | Bordschomi 1990               | Xie Jun                 |
| WM 1993 | Shanghai 1992                 | Nana Iosseliani         |
| WM 1996 | Tilburg 1994                  | Zsuzsa Polgár           |
| WM 1999 | Groningen 1997                | Alissa Galljamowa       |
|         |                               |                         |
| WM 2020 | Kasan 2019                    | Alexandra Gorjatschkina |
| WM 2023 | Monaco/Xiva/Chongqing 2022/23 | Alexandra Gorjatschkina |
| WM 2025 | Toronto 2024                  | Tan Zhongyi             |